# Ronde van Italië 1913
| Eindklassement      |                     |              |
| Algemeen klassement | Carlo Oriani        | 37 punten    |
| (135h 15' 56")      |                     |              |
| Tweede              | Eberardo Pavesi     | 43 punten    |
| Derde               | Giuseppe Azzini     | 48 punten    |
| Vierde              | Pierino Albini      | 55 punten    |
| Vijfde              | Luigi Ganna         | 64 punten    |
| Zesde               | Costante Girardengo | 74 punten    |
|                     | Leopoldo Torricelli | 74 punten    |
| Achtste             | Giuseppe Contesini  | 81 punten    |
| Negende             | Giovanni Cervi      | 82 punten    |
| Tiende              | Giovanni Rossignoli | 89 punten    |
| Rode Lantaarn       | Mario Lonati (33e)  | ... punten   |
| Ploegenklassement   | Maino               | ...h ..' .." |
| Tweede              | ...                 | -            |
| Derde               | ...                 | -            |

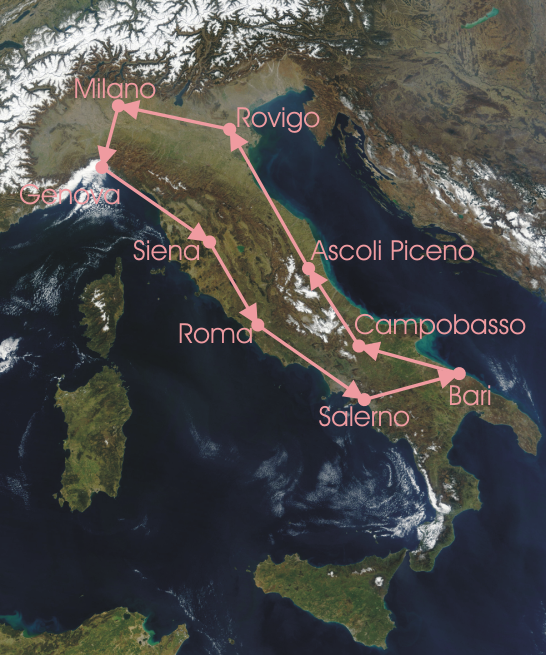
Ronde van Italië 1913

In 1913 ging de 5e Giro d'Italia op 6 mei van start in Milaan. Hij eindigde op 22 mei in Milaan. Er stonden 99 renners verdeeld over .. ploegen aan de start. Hij werd gewonnen door Carlo Oriani.
Aantal ritten: 9

Totale afstand: 2929 km

Gemiddelde snelheid: 21.654 km/h

Aantal deelnemers: 99

## Belgische en Nederlandse prestaties
In totaal namen er .. Belgen en .. Nederlanders deel aan de Giro van 1913.

### Belgische etappezeges
- In 1913 was er geen Belgische etappezege.

### Nederlandse etappezeges
- In 1913 was er geen Nederlandse etappezege.

## Etappe uitslagen
| Datum  | Etappe   | Parcours                         | Afstand | Eerste                    | Tweede                    | Derde                    | Klassementsleider      |
| ------ | -------- | -------------------------------- | ------- | ------------------------- | ------------------------- | ------------------------ | ---------------------- |
| 6 mei  | etappe 1 | Milaan - Genua                   | 341 km  | Giuseppe Santhià (Ita)    | Pierino Albani (Ita)      | Ottavio Pratesi (Ita)    | Giuseppe Santhià (Ita) |
| 8 mei  | etappe 2 | Genua - Siena                    | 332 km  | Eberardo Pavesi (Ita)     | Giovanni Rossignoli (Ita) | Giovanni Cervi (Ita)     | Pierino Albani (Ita)   |
| 10 mei | etappe 3 | Siena - Rome                     | 317 km  | Giuseppe Santhià (Ita)    | Giuseppe Azzini (Ita)     | Eberardo Pavesi (Ita)    | Giuseppe Santhià (Ita) |
| 12 mei | etappe 4 | Rome - Salerno                   | 341 km  | Giuseppe Azzini (Ita)     | Carlo Oriani (Ita)        | Giuseppe Santhià (Ita)   | Giuseppe Santhià (Ita) |
| 14 mei | etappe 5 | Salerno - Bari                   | 295 km  | Giuseppe Azzini (Ita)     | Luigi Ganna (Ita)         | Eberardo Pavesi (Ita)    | Eberardo Pavesi (Ita)  |
| 16 mei | etappe 6 | Bari - Campobasso                | 256 km  | Costante Girardengo (Ita) | Giuseppe Azzini (Ita)     | Carlo Oriani (Ita)       | Eberardo Pavesi (Ita)  |
| 18 mei | etappe 7 | Campobasso - Ascoli Piceno       | 313 km  | Clemente Canepari (Ita)   | Giuseppe Azzini (Ita)     | Giuseppe Contesini (Ita) | Giuseppe Azzini (Ita)  |
| 20 mei | etappe 8 | Ascoli Piceno - Rovigo (tijdrit) | 413 km  | Lauro Bordin (Ita)        | Carlo Oriani (Ita)        | Pierino Albani (Ita)     | Carlo Oriani (Ita)     |
| 22 mei | etappe 9 | Rovigo - Milaan                  | 321 km  | Eberardo Pavesi (Ita)     | Carlo Oriani (Ita)        | Giuseppe Contesini (Ita) | Carlo Oriani (Ita)     |

 winnaars · 
roze trui · 
  puntenklassement · 
  bergklassement · 
 jongerenklassement · 
 intergiro · 
 ploegenklassement · 
 strijdlust · 
 zwarte trui
Giro d'Italia Next Gen · Giro Donne · Cima Coppi
 Belgische rozetruidragers · etappewinnaars
 Nederlandse rozetruidragers · etappewinnaars
Mannen:
1909 · 
1910 · 
1911 · 
1912 · 
1913 · 
1914 · 
1919 · 
1920 · 
1921 · 
1922 · 
1923 · 
1924 · 
1925 · 
1926 · 
1927 · 
1928 · 
1929 · 
1930 · 
1931 · 
1932 · 
1933 · 
1934 · 
1935 · 
1936 · 
1937 · 
1938 · 
1939 · 
1940 · 
1946 · 
1947 · 
1948 · 
1949 · 
1950 · 
1951 · 
1952 · 
1953 · 
1954 · 
1955 · 
1956 · 
1957 · 
1958 · 
1959 · 
1960 · 
1961 · 
1962 · 
1963 · 
1964 · 
1965 · 
1966 · 
1967 · 
1968 · 
1969 · 
1970 · 
1971 · 
1972 · 
1973 · 
1974 · 
1975 · 
1976 · 
1977 · 
1978 · 
1979 · 
1980 · 
1981 · 
1982 · 
1983 · 
1984 · 
1985 · 
1986 · 
1987 · 
1988 · 
1989 · 
1990 · 
1991 · 
1992 · 
1993 · 
1994 · 
1995 · 
1996 · 
1997 · 
1998 · 
1999 · 
2000 · 
2001 · 
2002 · 
2003 · 
2004 · 
2005 · 
2006 · 
2007 · 
2008 · 
2009 · 
2010 · 
2011 · 
2012 · 
2013 · 
2014 · 
2015 · 
2016 · 
2017 · 
2018 · 
2019 · 
2020 · 
2021 · 
2022 · 
2023 · 
2024 · 
2025
Vrouwen:
1988 · 
1989 · 
1990 · 
1991 ·
1992 ·
1993 · 
1994 · 
1995 · 
1996 · 
1997 · 
1998 · 
1999 · 
2000 · 
2001 · 
2002 · 
2003 · 
2004 · 
2005 · 
2006 · 
2007 · 
2008 · 
2009 · 
2010 · 
2011 · 
2012 ·
2013 · 
2014 ·
2015 ·
2016 ·
2017 ·
2018 ·
2019 ·
2020 ·
2021 ·
2022 ·
2023 ·
2024 ·
2025